# KC Rebell
KC Rebell, de son vrai nom Hüseyin Kökseçen (né le 26 janvier 1988 à Pazarcık) est un rappeur allemand.

## Biographie
Hüseyin Kökseçen est le fils de parents kurde qui s'installent dans les années 1990 en Allemagne, à Essen.
Début 2006, KC Rebell et PA Sports fondent le duo SAW (Schwarz auf Weiß, en français Noir sur blanc) et publient une mixtape. Ils font une tournée en Allemagne en 2007 avec Snaga & Pillath. En mai 2009, les deux hommes publient sur Shrazy Records leur album Kinder des Zorns. La collaboration entre SAW et le label Shrazy Records ne se déroule pas comme prévu, ils quittent le label cinq mois plus tard.
Fin 2009, KC Rebell publie le clip vidéo Grausam avec PA Sports et Manuellsen. À ce moment-là, il est sous contrat chez Pottweiler Entertainment, jusqu'à ce qu'il décide de se consacrer à sa carrière solo et signe en avril 2011 sur le label de disque PA Sports Life Is Pain.
Le 27 mai 2011 sort le premier album Derdo Derdo (nom kurde : Problèmes, problèmes ou Douleurs de l'âme). En 2012, l'album Rebellismus paraît sur le label Wolfpack Entertainment, avec lequel il entre pour la première fois dans les charts allemands.
Le 14 mars 2013, KC Rebell est sous contrat avec le label Banger Musik. Peu de temps après, il sort l'album Banger Rebellieren. Du 4 au 22 mai 2014, il se produit dans la tournée du label avec Summer Cem, Majoe & Jasko et le responsable du label, Farid Bang.
Le 30 mai 2014, sort Rebellution, son deuxième album pour Banger Music. L'album est numéro 1 dans les charts allemands ; il est le deuxième album numéro un du label après l'album Killa de Farid Bang.
Du 12 au 15 avril 2015, il participe à la tournée de Farid Bang pour son nouvel album Asphalt Massaka 3. Le 12 juin 2015, il présente l'album Fata Morgana, dont cinq titres font l'objet de clips : Fata Morgana (featuring Xavier Naidoo), Alles & Nichts, Augenblick (featuring Summer Cem), Kanax in Tokyo (featuring Farid Bang) et Bist du real (featuring Moé).
Le 19 août 2016, après des mois de railleries, KC Rebell publie Dizz da, une diss song contre le rappeur Xatar ; on croit qu'un an auparavant Xatar aurait négocié avec KC Rebell pour le faire signer pour son label Alles oder Nix Records et ce ne serait pas fait pour une guerre d'egos. Quelques jours auparavant, un ami de KC Rebell est agressé par un groupe à Cologne ; Xatar est interrogé par la police et est sous contrôle judiciaire. Au même moment, KC Rebell annonce sa sortie le 25 novembre 2016 de l'album Abstand. Le 16 février 2017, Xatar déclare via Facebook qu'il ne répond pas à Dizz da et insiste pour une résolution pacifique des querelles, ajoutant qu'il s'est excusé pour les attaques verbales contre KC Rebell. Le lendemain, KC Rebell commente cette déclaration et met également fin à la brouille de son côté et retire Dizz da de sa chaîne YouTube.
Le 16 juin 2017, Summer Cem et KC Rebell sortent ensemble l'album Maximum, qui arrive au premier rang des charts allemands.
PA Sports, par une diss song Guilty 400 le 19 juillet 2018, puis KC Rebell annoncent quitter le label Banger Musik. Il crée son propre label Rebell Army. Avec DNA le 15 février 2019, KC Rebell et Summer Cem ont pour la première fois un single numéro un des ventes en Allemagne. Suit ensuite l'album Hasso , le 19 avril, lui aussi numéro un des ventes en Allemagne.

## Discographie
Albums
- 2011 : Derdo Derdo
- 2012 : Rebellismus
- 2013 : Banger rebellieren
- 2014 : Rebellution
- 2015 : Fata Morgana
- 2016 : Abstand
- 2017 : Maximum
- 2019 : Hasso
- 2021: Rebell Army